# Heinrich (cráter)
Heinrich es un pequeño cráter de impacto situado en el Mare Imbrium, un mar lunar en el cuadrante noroeste de la cara visible de la Luna. Es una formación circular con forma de cuenco, muy similar a muchos otros cráteres de tamaño comparable en la Luna.
|  |

Heinrich se encuentra al suroeste del prominente cráter Timocharis, y fue designado previamente como Timocharis A antes de recibir su nombre actual según la UAI. Por lo demás, es una formación relativamente aislada, con tan solo algunos diminutos cráteres satélite de Timocharis situados cerca.